# Karl Staaff
Karl Albert Staaff (Stoccolma, 1860 – 1915) è stato un politico svedese.
Fu primo ministro della Svezia dal 1905 al 1906 e dal 1911 al 1914.